# Chorowice
Chorowice – wieś w Polsce, położona w województwie małopolskim, w powiecie krakowskim, w gminie Mogilany.
Odległość do najbliższego miasta - Skawiny wynosi 3,9 km.
W latach 1975–1998 miejscowość administracyjnie należała do województwa krakowskiego.

## Położenie
Wieś położona na północnych stokach Pogórza Wielickiego, 280–400 m n.p.m., w odległości ok. 14 km od centrum Krakowa. Dość strome stoki poprzecinane są licznymi, małymi dopływami potoku Rzepnik, żłobiącymi głębokie dolinki i wąwozy. Od południa wieś graniczy z rezerwatem florystycznym „Cieszynianka”. Jest to najbardziej na wschód wysunięte, wyspowe stanowisko cieszynianki wiosennej.

## Integralne części wsi
| SIMC    | Nazwa       | Rodzaj    |
| ------- | ----------- | --------- |
| 0326581 | Dąbrowy     | część wsi |
| 0326598 | Górnie Łąki | część wsi |
| 0326606 | Grądy       | część wsi |
| 0326612 | Kopaniny    | część wsi |
| 0326629 | Kopce       | część wsi |
| 0326635 | Kozie Rogi  | część wsi |
| 0326641 | Podbuków    | część wsi |
| 0326658 | Podewsie    | część wsi |
| 0326664 | Siany Las   | część wsi |

## Historia
Pierwsze historyczne wzmianki o Chorowicach pochodzą z roku 1123. Wymienione zostały wówczas w dokumencie legata Idziego, jako należące do uposażenia klasztoru Benedyktynów w Tyńcu. W najnowszej historii, w okresie międzywojennym, wieś należała do rodziny Doboszyńskich. Adam Doboszyński junior, polityk i pisarz, był członkiem Stronnictwa Narodowego.

## Zabytki

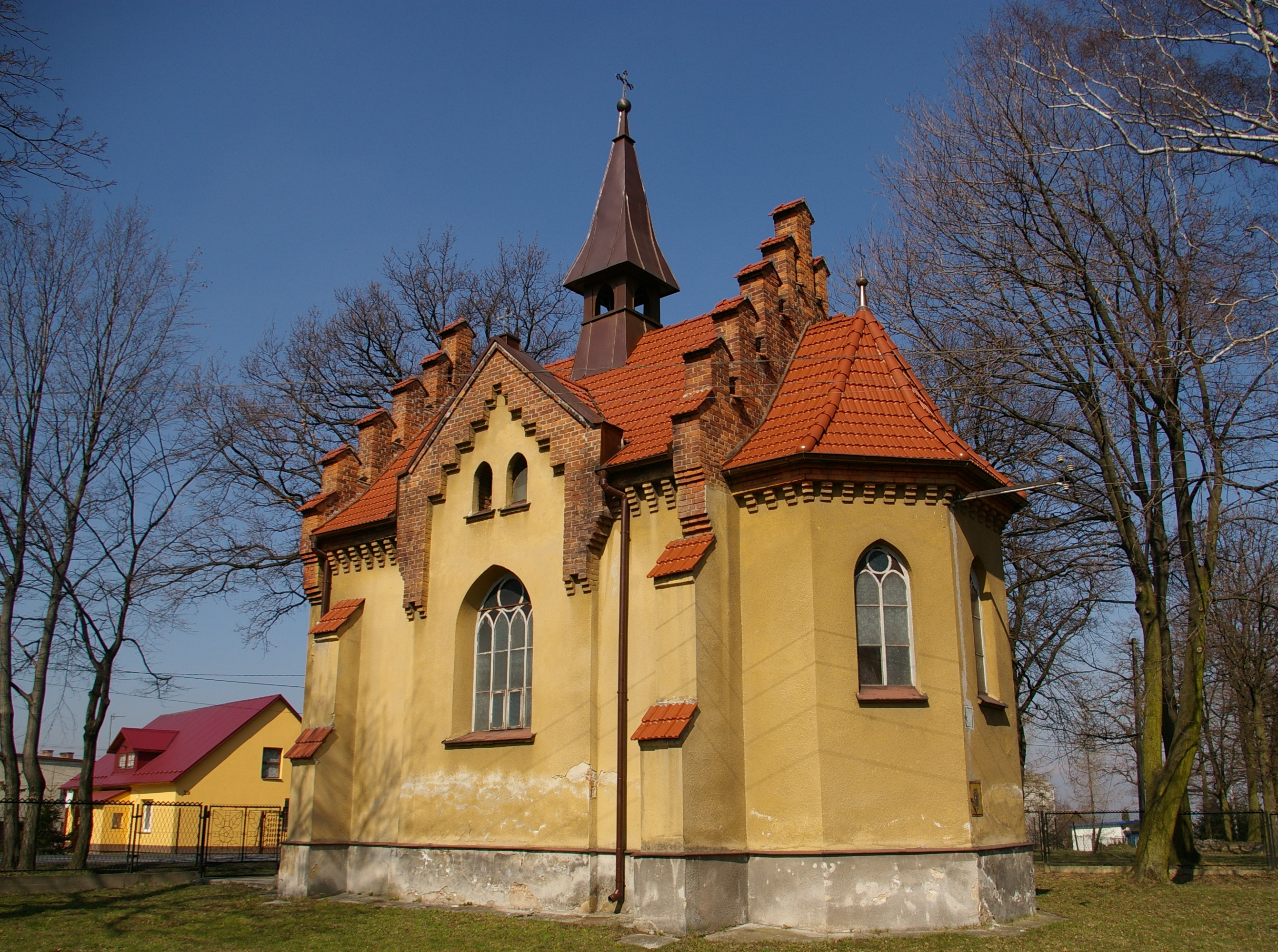
Neogotycka kaplica w Chorowicach

Obiekt wpisany do rejestru zabytków nieruchomych województwa małopolskiego.
- Zespół dworski: budynek dworski, kaplica, czworaki, stajnia, park.

## Turystyka
Przez Chorowice biegnie droga powiatowa K2172 łącząca Skawinę i Mogilany, wykorzystywana jako trasa rowerowa oraz czarny szlak turystyczny biegnący przez okoliczne wzgórza i lasy.